# Psilantropismo

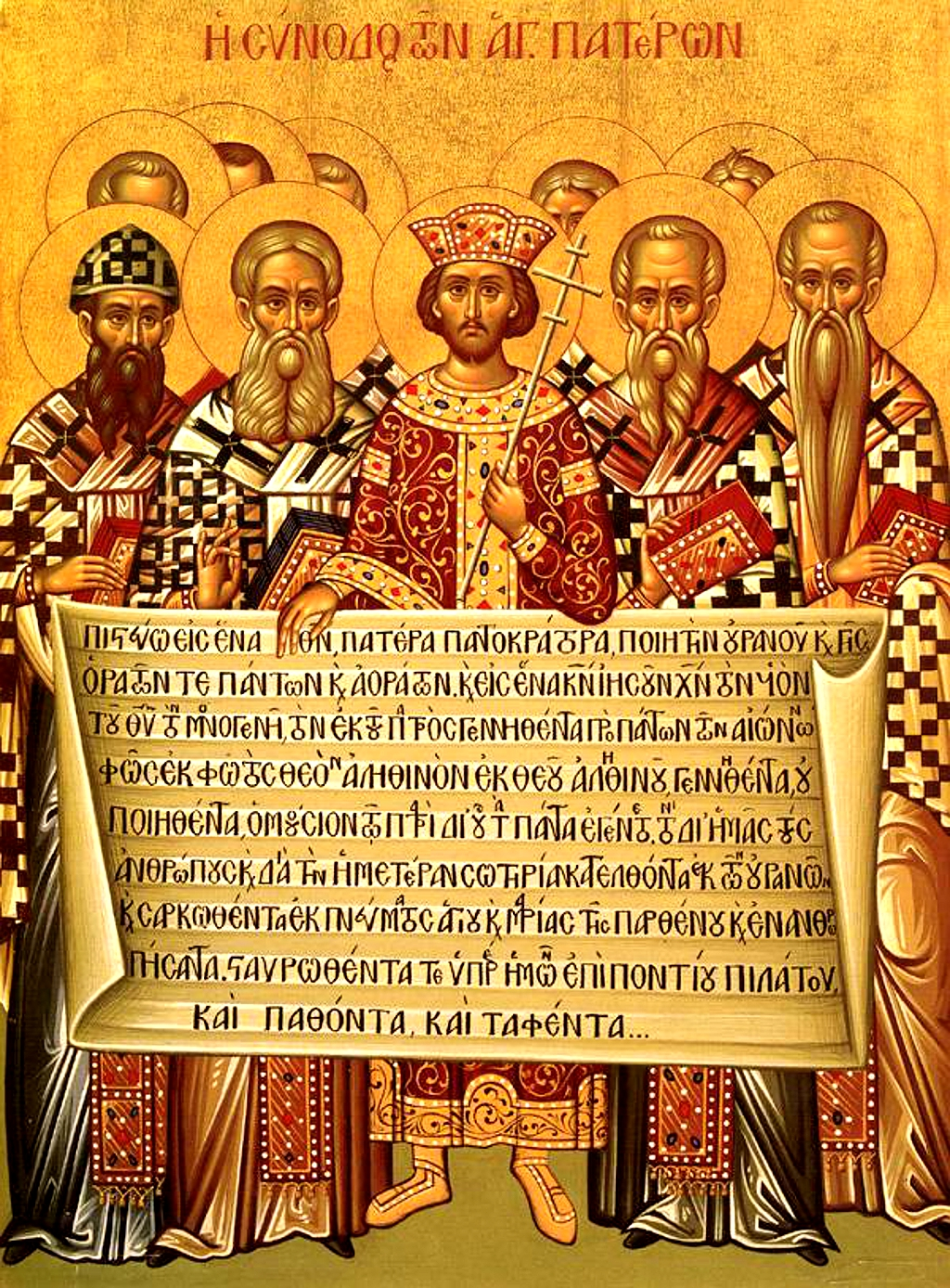
El Credo de Nicea, sostenido por el emperador Constantino (centro) en este icono, rechazaba específicamente que Jesús tuviera un padre humano.

El Psilantropismo o La negación del nacimiento virginal de Jesús (término que deriva de la combinación del griego ψιλός ( psilós ), "llano", "mero" o "desnudo", y ἄνθρωπος ( ánthrōpos ) "humano") adopta un enfoque de la cristología que entiende que Jesús es humano, el hijo literal de padres humanos.   Los psilantropos niegan tanto el nacimiento virginal de Jesús como su divinidad.
El psilantropismo se encuentra entre varios grupos e individuos a lo largo de la historia del cristianismo. La negación del nacimiento virginal es distinta del adopcionismo y puede estar presente o no en creencias descritas como adopcionistas.

## Cristianismo primitivo
El grupo más estrechamente asociado con la negación del nacimiento virginal fueron los ebionitas. Sin embargo, Jerónimo no dice que todos los ebionitas negaran el nacimiento virginal, sino que sólo contrasta su punto de vista con la aceptación de la doctrina por parte de un grupo relacionado, los nazarenos.  
La opinión fue rechazada por los concilios ecuménicos, especialmente en el Primer Concilio de Nicea, que fue convocado para tratar directamente la naturaleza de la divinidad de Cristo. 

## Relatos paganos y judíos
En el siglo II, el filósofo griego Celso afirmó que Jesús era hijo ilegítimo de un soldado llamado Panthera. La misma afirmación la hace el texto judío medieval Toledot Yeshu. 

## Reforma
La agitación de la Reforma dio origen a muchos grupos e individuos radicales, algunos de los cuales fueron acusados de negar, o de hecho negaron, el nacimiento virginal. Por ejemplo, durante el juicio de Lorenzo Tizzano ante la Inquisición en Venecia en 1550, se acusó de que el círculo del difunto Juan de Valdés (fallecido en 1541) en Nápoles había incluido a tales personas.  Los primeros unitarios, a menudo llamados socinianos, en honor a Laelio Sozzini, quien publicó por primera vez el primer análisis unitario del Logos de Juan en 1550, fueron acusados a veces de negar el nacimiento virginal, pero principalmente solo negaban la preexistencia de Cristo en el cielo. Para el sobrino más conocido de Sozzini, Fausto Sozzini, el milagroso nacimiento virginal fue el elemento de su creencia que eliminó la necesidad de la preexistencia a la que se oponían.  Los socinianos, de hecho, excomulgaron de entre ellos al traductor de la primera Biblia en bielorruso, Symon Budny, por su negación del nacimiento virginal. 
Un cambio a gran escala entre los unitarios hacia la aceptación de un padre humano para Jesús tuvo lugar sólo en la época de Joseph Priestley.  El joven Samuel Taylor Coleridge fue un ejemplo de lo que llamó "un psilantropo, uno de los que creen que nuestro Señor fue el verdadero hijo de José"  pero más tarde en su vida Coleridge rechazó decisivamente esta idea y aceptó la creencia cristiana tradicional en el nacimiento virginal.   

## Siglos XIX-XXI
Los eruditos bíblicos, clérigos y teólogos que han rechazado notablemente el nacimiento virginal incluyen:
- Albrecht Ritschl, teólogo luterano alemán del siglo XIX, considerado uno de los padres del protestantismo liberal. [16]
- Harry Emerson Fosdick, pastor bautista estadounidense, destacado defensor del protestantismo liberal. En un famoso sermón de 1922 pronunciado desde el púlpito de la Primera Iglesia Presbiteriana de Nueva York, titulado "¿Ganarán los fundamentalistas?", Fosdick cuestionó el nacimiento virginal, diciendo que requería creer en "un milagro biológico especial". [17]
- Fritz Barth, ministro reformado suizo y padre de Karl Barth . Las opiniones de Fritz le costaron al menos dos ascensos importantes. [18]
- James A. Pike, obispo episcopal de California (1958-1966), quien declaró por primera vez sus dudas sobre el nacimiento virginal en la edición del 21 de diciembre de 1960 de la revista Christian Century. [19] [20]
- John Shelby Spong, obispo episcopal retirado de Newark, autor de Nacido de una mujer: un obispo repensa el nacimiento de Jesús, quien, siguiendo a la erudita feminista Jane Schaberg, escribió que "un Dios que puede verse en la forma inerte de un criminal convicto morir solo en una cruz en el Calvario seguramente también se puede ver en un bebé ilegítimo nacido a través del acto agresivo y egoísta de un hombre que viola sexualmente a una adolescente". [21]
- Marcus J. Borg, miembro destacado del Seminario de Jesús, autor de numerosos libros y coautor de El significado de Jesús: dos visiones, que veía las historias del nacimiento como "narrativas metafóricas" y afirmó: "No creo que la concepción virginal es histórica, y no creo que haya una estrella especial o reyes magos o pastores o un nacimiento en un establo en Belén. Por lo tanto, no veo estas historias como informes históricos sino como creaciones literarias." [22]
- John Dominic Crossan, miembro destacado del Seminario de Jesús, autor de Jesús: una biografía revolucionaria, quien ha declarado: "Entiendo que la concepción virginal de Jesús es una declaración confesional sobre el estado de Jesús y no una declaración biológica sobre el cuerpo de María. Es más tarde la fe en Jesús como adulto retroyectada mitológicamente en Jesús como un niño". [23]
- Robert Funk, fundador del Jesus Seminar y autor de Honest to Jesus, quien afirmó: "Podemos estar seguros de que María no concibió a Jesús sin la ayuda de esperma humano. No está claro si José o algún otro varón anónimo fue el padre biológico de Jesús. Es posible que Jesús fuera ilegítimo." [24]
- Jane Schaberg, estudiosa bíblica feminista y autora de La ilegitimidad de Jesús, quien sostenía que Mateo y Lucas eran conscientes de que Jesús había sido concebido ilegítimamente, probablemente como resultado de una violación, y habían dejado indicios de ese conocimiento, a pesar de que su propósito principal era explorar el significado teológico del nacimiento de Jesús. [25]
- Uta Ranke-Heinemann, quien sostiene que el nacimiento virginal de Jesús fue entendido (y debe entenderse) como una alegoría de una iniciativa especial de Dios, comparable a la creación de Adán por Dios, y en consonancia con leyendas y alegorías de la antigüedad. [26]
- David Jenkins, obispo de Durham desde 1984 hasta 1994, fue el primer clérigo anglicano de alto rango que llamó la atención de los medios de comunicación del Reino Unido por su posición de que "no dejaría pasar que Dios dispusiera un nacimiento virginal si quisiera. Pero yo No creo que lo haya hecho." [27]
- Gerd Lüdemann, erudito e historiador alemán del Nuevo Testamento, miembro del Seminario de Jesús y autor de ¿El nacimiento virginal? La verdadera historia de María y su hijo Jesús, argumentó que los primeros cristianos habían desarrollado la idea de un nacimiento virginal como una "reacción posterior al informe, pensado como una calumnia pero históricamente correcto, de que Jesús fue concebido o nació fuera del matrimonio... ... Tiene un fundamento histórico en el hecho de que Jesús realmente tuvo otro padre además de José y, de hecho, fue engendrado antes del matrimonio de María, presumiblemente a través de una violación. [28]
- Robin Meyers, ministro de la Iglesia Unida de Cristo, defensor del cristianismo progresista y autor de Salvar a Jesús de la Iglesia: cómo dejar de adorar a Cristo y empezar a seguir a Jesús . Afirma que "Un cuento hermoso, pero obviamente artificial, es el del nacimiento virginal, que pudo haber sido utilizado para encubrir un escándalo". [29]

### Sectas y denominaciones
El Principio Divino, el libro de texto del movimiento de Unificación (también llamado Iglesia de la Unificación), un nuevo movimiento religioso fundado en Corea del Sur, no incluye la enseñanza de que Zacarías era el padre de Jesús; sin embargo, algunos de sus miembros mantienen esa creencia. En particular, Young Oon Kim defiende esta visión, citando el trabajo de la teóloga liberal británica Leslie Weatherhead en su libro Unification Theology (1980).    
La Iglesia de Jesucristo de los Santos de los Últimos Días (Strangite), fundada por James Jesse Strang, rechaza el nacimiento virginal y cree que el padre de Jesús fue José, esposo de María. 